# Czyże (gmina)
Czyże est une gmina rurale du powiat de Hajnówka, Podlachie, dans le nord-est de la Pologne. Son siège est le village de Czyże, qui se situe environ 12 km au nord-ouest de Hajnówka et 41 km au sud-est de la capitale régionale Białystok.
La gmina couvre une superficie de 134,2 km2 pour une population de 2 528 habitants.

## Géographie
La gmina inclut les villages de Bujakowszczyzna, Czyże, Hrabniak, Hukowicze, Kamień, Klejniki, Kojły, Kuraszewo, Lady, Leniewo, Leszczyny, Łuszcze, Maksymowszczyzna, Morze, Osówka, Podrzeczany, Podwieżanka, Rakowicze, Sapowo, Szostakowo, Wieżanka, Wólka et Zbucz.
La gmina borde les gminy de Bielsk Podlaski, Dubicze Cerkiewne, Hajnówka, Narew et Orla.